# Duivendijke

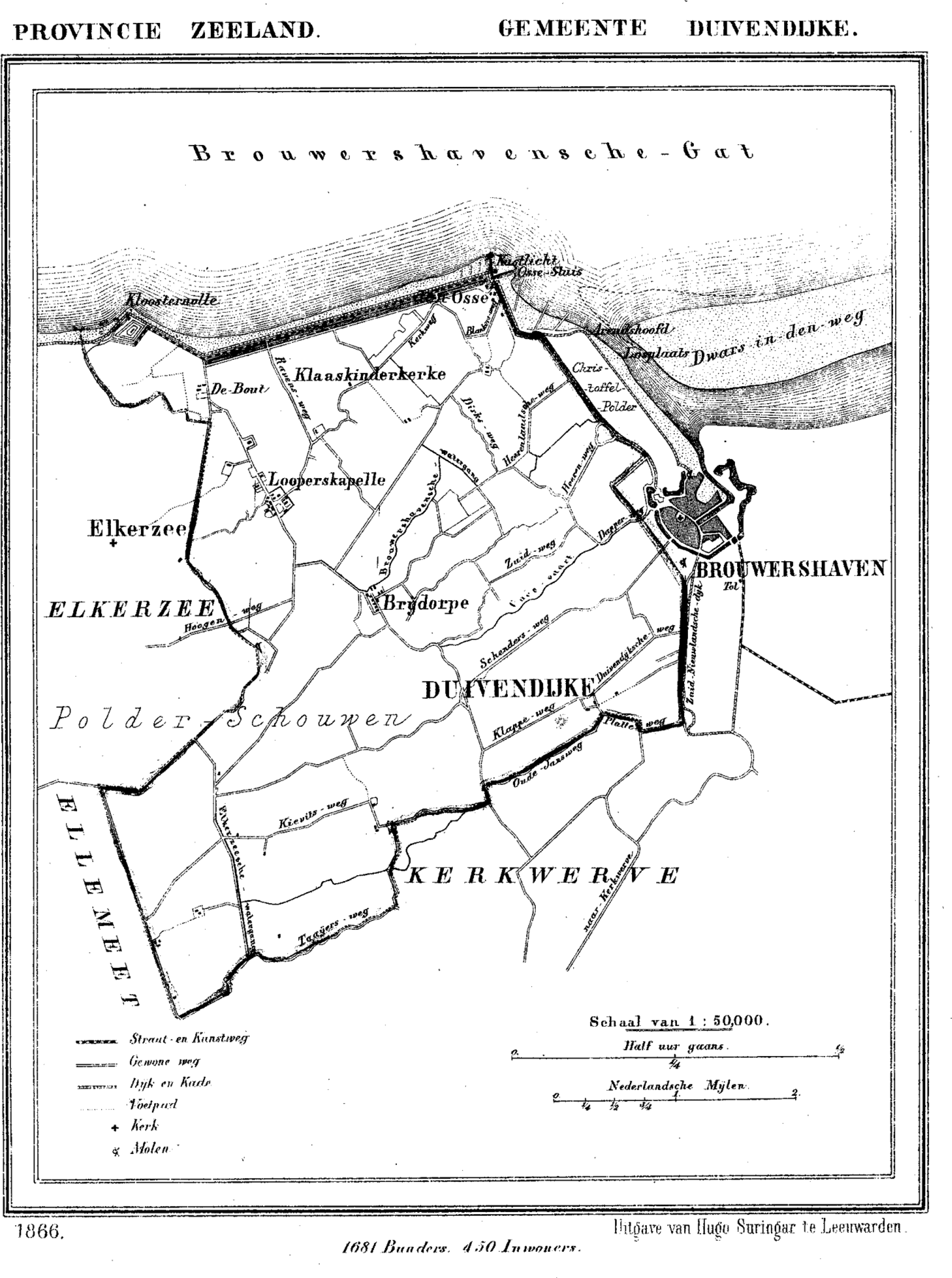
Carte de Duivendijke en 1866

Duivendijke est une ancienne commune néerlandaise de la province de la Zélande.
Dès 1813, elle absorba les trois petites communes de Brijdorpe, Klaaskinderenkerke et Looperskapelle. Une partie du village de Scharendijke faisait également partie de la commune. La localité de Duivendijke même ne correspondait qu'à quelques maisons au sud-ouest de Brouwershaven. La mairie était située à Looperskapelle.
Le 1er janvier 1961 Duivendijke fusionna avec trois autres communes pour former la nouvelle commune de Middenschouwen.